# Square Antoine-Blondin
Le square Antoine-Blondin est un square du 20e arrondissement de Paris.

## Situation et accès
Ce site est desservi par la ligne 3 à la station de métro Porte de Bagnolet et par la ligne 3b du tramway d'Île-de-France aux stations Porte de Bagnolet ou Marie de Miribel.

## Aménagements
Le square est planté de catalpas, de liquidambars, de pommiers, de tilleuls cordata, de magnolias... et une mare a été créée en 2007.

## Origine du nom
Ce site rend hommage à l'écrivain et journaliste français Antoine Blondin (1922-1991).

## Historique
Le jardin a été créé et aménagé en 1988 par l'architecte Bertrand de Tourtier dans le cadre de la ZAC Ancien Village de Charonne.